# Howard Mumford Jones
Howard Mumford Jones (* 16. April 1892 in Saginaw, Michigan; † 11. Mai 1980 in Cambridge, Massachusetts) war ein amerikanischer Literaturwissenschaftler, Historiker und Schriftsteller, der sich vorrangig mit amerikanischer Literatur und American Studies befasste. Er lehrte vor allem an der Harvard University und betätigte sich zudem als Dichter und Literaturkritiker. 1965 wurde er mit dem Pulitzer-Preis geehrt.

## Werdegang
Howard Mumford Jones wurde in Michigan geboren, zog allerdings in seiner Jugend mit seiner Familie nach Wisconsin, wo er in La Crosse die High School besuchte. Anschließend schrieb er sich ebenda im Jahre 1910 am State Teachers College ein (heute University of Wisconsin–La Crosse), bevor er nach zwei Jahren innerhalb des University of Wisconsin System an die University of Wisconsin–Madison wechselte und dort 1914 seinen Bachelor of Arts erwarb. Sein weiteres Studium führte ihn an die University of Chicago, die ihm für eine Arbeit zu Die Nordsee aus dem Buch der Lieder von Heinrich Heine den Master of Arts verlieh.
In der Folge lehrte Jones Amerikanische Literatur und Komparatistik als Assistenzprofessor an der University of Texas at Austin sowie an der University of Montana – Missoula, wobei ein fehlender Doktortitel jedoch seinen akademischen Aufstieg verhinderte. Demzufolge kehrte er parallel zu seiner Lehrtätigkeit an die University of Chicago zurück und begann an einer Dissertation zu arbeiten, verwarf dieses Ziel jedoch wenig später, da er aus formalen Gründen zur Teilnahme an Kursen verpflichtet gewesen wäre, die er selbst bereits unterrichtet hatte. Ohne Ph.D. zog es ihn um 1924/25 an die University of North Carolina at Chapel Hill, an der er 1927 auf seine erste ordentliche Professur berufen wurde. In gleicher Funktion wechselte er 1930 an die University of Michigan, bevor er 1936 dem Ruf der Harvard University folgte und dort bis zu seiner Emeritierung im Jahre 1962 tätig war, zuletzt als Abbott Lawrence Lowell Professor of Humanities.
Bereits während seiner Tätigkeit in Harvard und auch darüber hinaus war Jones als Gastdozent an einer Vielzahl von Hochschulen tätig, darunter an der Cornell University, der York University, am Massachusetts Institute of Technology, an der Hebräischen Universität Jerusalem, am Hebrew Union College sowie an der University of Arkansas. Außerdem stand er von 1955 bis 1959 dem American Council of Learned Societies vor und fungierte 1965 als Präsident der Modern Language Association.
Jones war zweimal verheiratet und hatte eine Tochter aus erster Ehe. Er verstarb im Alter von 88 Jahren am 11. Mai 1980 in Cambridge.

## Werk und Ehrungen
Jones befasste sich zeit seines Lebens mit amerikanischer Literatur, wobei sein Schwerpunkt zuerst auf literaturwissenschaftlichen Betrachtungen lag, er sich später jedoch auch kulturellen und historischen Aspekten zuwandte. Für sein Werk „O Strange New World – American Culture: The Formative Years“ wurde er 1965 mit dem Pulitzer-Preis in der Kategorie Sachbuch sowie mit dem Ralph-Waldo-Emerson-Preis ausgezeichnet. Er befasst sich darin mit der Entwicklung der amerikanischen Kultur vom Zeitpunkt der Entdeckung des Kontinents bis hin zur Jacksonian Democracy. Im literaturwissenschaftlichen Bereich beschäftigte er sich unter anderem mit dem Werk von Edgar Allan Poe. Zudem betätigte er sich als Literaturkritiker und als Dichter, so veröffentlichte er bereits 1918 den Gedichtband „Gargoyles and Other Poems“. Sein letztes Werk war seine 1979 veröffentlichte Autobiographie.
Darüber hinaus gehörte Jones seit 1938 der American Academy of Arts and Sciences an und stand ihr von 1944 bis 1951 als Präsident vor. Er war Mitglied der American Historical Association, der American Philosophical Society, der American Antiquarian Society sowie von Phi Beta Kappa und erhielt drei Guggenheim-Stipendien. Ihm zu Ehren trägt die Professur für Amerikanistik an der Harvard University heute seinen Namen (Howard Mumford Jones Professor of American Studies). Darüber hinaus wurden ihm folgende 15 Ehrendoktorwürden verliehen:
| - Harvard University, 1936 - University of Colorado, 1938 - Tulane University, 1938 - University of Wisconsin–Madison, 1948 - Case Western Reserve University, 1948 - Clark University, 1952 - Ohio State University, 1960 - Hebrew Union College, 1960 | - Colby College, 1962 - Northwestern University, 1966 - University of Utah, 1966 - Clarkson College of Technology, 1968 - New York University, 1969 - University of Windsor, 1969 - University of Pennsylvania, 1976 |